# Općina Dravograd
Općina Dravograd (slo.:Občina Dravograd) je općina u sjeveroistočnoj Sloveniji u pokrajini Koruškoj i statističkoj regiji Koruškoj. Središte općine je naselje Dravograd.

## Zemljopis
Općina Dravograd nalazi se u sjevernom dijelu Slovenije, u sjevernom dijelu pokrajine Koruške. Općina je granična prema Austriji na sjeveru. Središnji dio općine je dolina rijeke Drave. Sjeverno od doline izdiže se planina Golica, jugozapadno Libeliška gora, a jugoistočno planina Pohorje.
U općini vlada umjereno kontinentalna klima. Najvažniji vodotok u općini je rijeka Drava. U nju se na području općine ulijeva rijeka Meža, a koji kilometar uzvodno u Mežu Mislinja. Svi ostali vodotoci su mali i njihovi su pritoci.

## Naselja u općini
Bukovska vas, Dobrova pri Dravogradu, Dravograd, Črneče, Črneška Gora, Gorče, Goriški Vrh, Kozji Vrh nad Dravogradom, Libeliče, Libeliška Gora, Ojstrica, Otiški Vrh, Podklanc, Selovec, Sv. Boštjan, Sv. Danijel, Dravograd, Sv. Duh, Šentjanž pri Dravogradu, Tolsti Vrh, Trbonje, Tribej, Velka, Vič, Vrata

## Vanjske poveznice
- Službena stranica općine